# Sanjiazi, Jilin
Sanjiazi är en socken i Kina. Den ligger i provinsen Jilin, i den nordöstra delen av landet, omkring 430 kilometer öster om provinshuvudstaden Changchun. Antalet invånare är 8 335. Befolkningen består av 3 793 kvinnor och 4 542 män. Barn under 15 år utgör 6,0 %, vuxna 15-64 år 83 %, och äldre över 65 år 9,0 %.
Runt Sanjiazi är det ganska glesbefolkat, med 30 invånare per kvadratkilometer. Närmaste större samhälle är Hunchun, 5,3 km nordost om Sanjiazi. Trakten runt Sanjiazi består till största delen av jordbruksmark.
Genomsnittlig årsnederbörd är 1 015 millimeter. Den regnigaste månaden är juli, med i genomsnitt 219 mm nederbörd, och den torraste är januari, med 8 mm nederbörd.